# ぴたテン
『ぴたテン』は、コゲどんぼの漫画作品。「月刊電撃コミックガオ!」（メディアワークス）で1999年10月号から2003年8月号まで連載され、2002年にはアニメ化もされた。2002年2月時点で累計発行部数は100万部を突破している。
中学受験を控えた、ちょっぴりクールな小学6年生「樋口湖太郎」が、天界から彼の元にやって来た見習い天使「美紗」や、突然どこかから現れた謎の女性「紫亜」、同級生のテンちゃん、小星達と共に悩み、成長して行く物語。
本作における「天使」は人間には姿が見えず、触れられず、人間とは異世界の種族で、人間の幸せが命と力の源になっている。また天使達の間では「天使と人間は関わり合いを持つものではない」という常識がある。しかし湖太郎など悪魔の血を引く人間には天使を視認する事が出来、それが本作の重要なキーワードになっている。
本作は「人間と人外の共存の否定」をテーマにしており、早紗がテーマを代弁する存在である。

## 登場人物
声の項はアニメ版による。
樋口 湖太郎（ひぐち こたろう）
声 - 沢城みゆき
主人公。小学6年生。中学受験を控えている。隣に引っ越してきた美紗に追い掛け回される。
母親はすでに他界（アニメ版、原作ともに交通事故で他界したとされている。原作では母親とともに交通事故に遭遇、湖太郎だけが助かり、この時の思い出が深刻なトラウマとなっている）。父親と二人暮しだが父親は多忙なためほとんど一人で生活している。
最初はしつこく追い掛け回す美紗を煙たがっていたが、彼女の持ち前の明るさに少しずつ心を開いていく。紫亜に対しては特別な感情を抱いており、惹かれていく（亡き母の姿と重ねているようなところもあった）。そのため、同じく紫亜にほのかな恋心を抱く天と喧嘩になる場面もあったが、紫亜が自分と血が繋がっていることが発覚し、あきらめる。それからは天とも和解した。
原作では母親がいないせいかクールで大人びた性格。原作の設定では悪魔の血を引いているため、幽霊・天使など普通の人間には見えないものが見える（ただし美紗は普通の人間にも見える）。悪魔に近づくと頭痛がしていたが、美紗の力によって平気になった。また霊感によって無意識にテストやスポーツで先読みすることもあり、成績は良い。曽祖父の息子（要するに大伯父にあたる）小太郎の生まれ変わり。魂が同じなので美紗は湖太郎の事を小太郎だと思い込み、湖太郎を幸せにしようとしていた。前世と同一視されていた事を知った湖太郎は激怒し、一時は美紗との仲も険悪に陥るも、後に美紗が居る今こそが自分にとっての「幸せ」と自覚する。しかし最後は美紗の為と、自分が天使に頼らず前に進む為に、天使が見えなくなるようにしてほしいと美紗に頼む。その数日後、湖太郎がもう見えなくなった美紗の気配を感じ取る場面で物語は終わる。
アニメ版ではクールさが薄れ、クールに振る舞う事は多くとも基本は年齢相応の性格になっている（第一話では比較的原作に近い口調だった）。成績は至って普通。また、前世や血縁に関するエピソードが無い為、見えないものが見える特性は血に起因するものではなく、特殊な体質のためということになっている。母を失ったトラウマから、大切な人との別れを何よりも恐れている。それ故に美紗が一時姿を消した際や、紫亜が消滅した際には「そんな人はいなかった」と自己完結しようとしていた。しかし最後は消滅した美紗の帰りを紫亜と共に信じて待ち、戻って来た美紗と再会を果たした。
美紗（みしゃ）
声 - 田村ゆかり
もう一人の主人公兼ヒロイン。天界からやって来た見習い天使。天使なのに黒い服を着ていることが多く（原作では過去に小太郎を死なせてしまった事で罰を受けた事が原因だが、アニメでは描写されていない）、また他の天使とは異なり人間の目に見え触れる事もできる。明るく開放的な性格で、「てひひ〜」「○○っス」などといった特徴的な口調で喋る（その口調は原作では小太郎が敬語を指摘した事が原因であり、その前は敬語で話していた。また、早紗の前では稀に素の口調で話す）。敵対関係である悪魔の紫亜と仲良くなり、同居するという天然っぷりも見られる。アニメでは持ち前の天然と世間一般とは感性がズレているため、毎度のように騒動を起こす事から湖太郎に「悪魔みたいなトラブルメーカー」、ニャーに「天使にしとくには勿体無い悪魔的センス」とまで言われ、湖太郎や小星から煙たがられるが天使としての志は本物で誰かの役に立ちたいという気持ちも人一倍強く回によっては結果的に人のために役に立ったこともある。
アニメ終盤に紫亜が消滅した事で、結果的に「悪魔の消滅」という課題を達したとして一人前の天使に昇格するが、親友の紫亜を救うために「記憶を取り戻す魔法」を使い、天使の資格を剥奪された上に魔法の代償で自身も消滅を覚悟し、同時に湖太郎と紫亜以外の記憶からも消えてしまう。しかし悪魔も分け隔てなく幸せにしようとする優しさが「天使らしい行為」と判断されて復活し、早紗の計らいによって再び見習い天使として湖太郎の元へ戻って来る。その時のセリフは「また私と付き合ってくださいっス!!」だった。
下界へは湖太郎を幸せにするためにやって来たのだが、原作におけるその理由は、過去に出会った湖太郎の前世小太郎を死なせてしまった事から、転生した彼を今度こそ幸せにするため（それが正式な天使への昇格試験）。また、湖太郎と初めて会った時のセリフ「私とつきあってください!!」も、特徴的な口調も、すべて小太郎との逢瀬に起因する。
アニメ版では、湖太郎の前世にかかわるエピソードが一切ないため、なぜ湖太郎を幸せにしようとしているのかも最後まで謎のままである。最初のセリフと口調の理由も語られない。
原作では最後は自立を望む湖太郎の意思を汲み取り、彼から「見えないものが見える力」を無くし、湖太郎に告白して自身もその視界から消える。その後、一人前の天使になれた模様。
原作では美紗が天使であることは湖太郎の友人には最後まで秘密のままであったが、アニメ版では第三話で湖太郎、小星、天にばらしてしまっている。
なお、第一巻で「母に頼ってばっかのダメな娘で〜」というセリフがあったが、最後までその「母」は登場せず、登場する美紗の身内は姉の「早紗」のみである。
アニメ版では完全な主役であり、キャスト欄も湖太郎ではなく彼女が一番上になっている。
紫亜（しあ）
声 - ゆかな
魔界からやって来た見習い悪魔。悪魔なのに白い服を着ていて、とても心優しい。おっとりしていて家庭的で少々天然だがミステリアス。天使で無邪気な美紗とは正反対の性格で、アニメでは悪魔でありながら「tricot（後述）に舞い降りた天使」「天使のように優しい人」とまで言われている。丁寧な口調で、口癖は「はぅ〜。」
かなり悪魔の力が弱っており、物語初期では力を増幅するための杖を持っていたが、美紗の天使の力によって先端の球が半分に砕かれ（アニメでは完全に砕かれた）、美紗から相反する天使の命の力を注ぎ込まれさらに弱っている。その後、美紗の部屋に転がり込み、綾小路天の紹介で、天の親戚が経営する喫茶店tricotでウェイトレスのバイトを始める（原作では湖太郎達の指導でデタラメな履歴書を書いたりしていたが、アニメでは天が話を通した事で即採用となっている）。アニメ版ではいつも湖太郎と美紗にお弁当を渡しており、このお弁当は天によくつまみ食いされる。
過去に魔界の事故に巻き込まれ、人間界に迷い込み記憶を失って、米屋に拾われ、うわ言で本名の「しあ」とつぶやいていた事から志摩と名付けられた。そして湖太郎の曽祖父となる太郎と仲良くなり、米屋が暴動で襲撃され行方がわからなくなるも、数年後に芸妓となって再会、妾としてもらわれていく事になっていたが、関東大震災を機に駆け落ちして小太郎と志乃という二人の子をもうけた。つまり、紫亜は湖太郎の曽祖母である。
体が弱ってニャーが魔界に連れ帰りに来た際に、人間界での記憶を消されたため志摩としての記憶は失ったが、太郎との再会の約束の記憶は完全には消え去らず、何を探したいのか思い出すために人間界を訪れた。最期は太郎の葬儀の後に命が尽き、湖太郎の前で息を引き取る。亡骸はニャーが魔界に持ち帰った。
アニメ版では志摩関連の設定は一切無く、修業のために人間界に来ている見習い悪魔ということになっている。湖太郎の命を吸い取るなど悪魔らしいところを見せていた原作と異なり、悪魔らしさなどは微塵もなく（早紗ですら悪魔の気配を全く感じ取れない程）、物を浮かせたりする程度の力しか持たない。テレポートは可能だが、ほんの数メートルしか移動できず、無理に長距離を跳ぶと貧血で倒れてしまう。しかも体力もない。また、「見習い悪魔」であることが強調されていたり（ニャー曰く「前代未聞のダメ悪魔」）、天然色が強いキャラクターになっているなど、他のキャラクター以上に原作との相違点が多い。11話で湖太郎や天達にあっさりと自分が悪魔である事を明かしたり、薫に悪魔かと聞かれて「はい」と笑顔で答えたりなど、美紗と同様に自分の正体を隠そうとしない。
アニメ終盤に天使としてそれなりに頑張る美紗と異なり、（あまりの悪魔らしくなさから）見習い悪魔の資格を失い、本人も「自分には向いていなかった」とそれを受け入れて消滅、同時に皆に忘れ去られてしまう。しかし早紗曰く「天使も悪魔も人が想う事によって存在出来ちゃったりする」らしく、美紗の「記憶を取り戻す魔法」によって思い出され、復活し、自分を救ってくれた美紗に感謝して涙を流した。その後は美紗の部屋にニャーと住んでいたが、後に下界に戻って来た美紗と再会した。
料理や掃除など家事はとても得意だが、ひらがな以外の読み書きがほとんどできない。美紗同様常識はずれな一面もあり、仕事を探す際に、「なにかできます。」「ごはんとかできます。」と書かれた看板を提げ路上に立つ、など時々不思議な行動をとる。また、原作ではカメラで写真を撮られると必ず目をつぶってしまう（カメラで魂を吸い取られるという迷信を信じているらしい）。
植松 小星（うえまつ こぼし）
声 - 釘宮理恵
湖太郎のクラスメイトで、幼馴染。強気な性格。湖太郎のことが好きで、美紗から湖太郎を守ろうとするが美紗が湖太郎に抱き付くたびに引き離している。なぜか猫耳をつけているが、原作の終盤で付け耳であったことが明らかになり、最終的には猫耳を外した本当の自分で湖太郎と向き合うようになった。
小説版第1巻によると、湖太郎と出合ったのは幼稚園時代で、そのころから湖太郎のことを好きになっていた。
アニメ版では強気な性格に加え、アクティブな部分が追加されている。湖太郎を好きになったのは、幼稚園時代に滑り台で転んで泣いていた時に湖太郎に手を差し伸べられたのがきっかけである。しかし実際の当時の彼女はいじめっ子から湖太郎を守ったり、大食い大会や相撲大会で活躍した、男の子顔負けの凄まじい幼稚園児であった。なぜか本人はその記憶の一切を無意識のうちに封印し、自分をか弱い女の子と思い込んで滑り台の思い出を宝物としていた。湖太郎に優しく手を差し伸べられた件の真相も、風邪で労わられていただけとの事。その事を知って慌てて美容やダイエットに取り組み始めるが、無理な食事制限が祟って倒れてしまう。その際に湖太郎から「いつもの小星が好き」と告げられた事で吹っ切れ、以降は美紗に対しても幾分寛容になり、回によっては仲良くしていた回もある。
湖太郎にくっつく美紗を迷惑に思っているが、嫌っている程ではなく、むしろ彼女の容姿や大胆さに憧れている。
綾小路 天（あやのこうじ たかし）
声 - 斎賀みつき
湖太郎のクラスメイト。愛称は「テンちゃん」。
全国模試で一位になるほどの秀才で、クラスの女子にも好かれているが、陰で努力する様子を隠していたり、家庭の事情（父が長期入院しているため経済的に苦しく、合格確実と言われている難関私立中に進学できない）を表に出さないようにしているため、妬みを受ける事も多い。
原作では、紫亜に思いを寄せていたが、物語終盤で本当は小星のことが好きであることが判明する（明言されるのは第8巻で、それ以前にもそれをほのめかせるシーンがあった）。
アニメ版では家庭の事情は特に描かれない。小星にちょっかいを出す事は多いものの、実際は紫亜だけに思いを寄せており、良い雰囲気になっていた。またドジばかりして騒動を起こす美紗に対して人柄を知っているためか他の二人に比べ、寛大で気さくに接している。自分の気持ちに気付いた直後に紫亜が悪魔である事を知って一時は思い悩むが、天使である美紗が湖太郎にくっつく姿を見て吹っ切れる。
ニャー
声 - 冬馬由美
紫亜がいつも連れている黒猫。その正体は紫亜のお目付け役の悪魔で、本来は美青年の姿をしている。名前を聞かれて鳴き声で答えたためにニャーと呼ばれる（アニメ版では美紗が勝手にそう呼んだため。その後は何故か紫亜にもニャーと呼ばれるようになる）。
原作では、後半になって人型の姿を見せる。小説版第3巻で「クラウス・ローゼンバーグ」という本名が明かされた。原作6巻のあとがきでは、原作者のコゲどんぼはニャーの本名について「考えつかないんで、うすぼんやりとごまかしていた」と述べている。
志摩を見守り記憶を消して連れ帰ったため、紫亜の探し物が何であるかも知りながら同行している。同族の命は格別の栄養源となるため、紫亜の命が尽きる前に湖太郎の命を吸い取って生き永らえるように奨めている。紫亜が死亡した際は冷淡に振る舞いながらも内心では心を痛めており、湖太郎に「もう二度と会う事も無いだろう」と告げ、紫亜の亡骸を伴って魔界へと去って行った。
アニメ版では紫亜の教育係およびツッコミ役としての性質の強い性格となっており、冷淡だった原作とは大きく性格が変わっている。紫亜の悪魔らしくなさに苦悩しており、彼女を成長させる為に手を講じるものの、いつも失敗に終わる。一方、貧血で倒れた紫亜を労わったり、紫亜を蘇らせる為に手を尽くしたりと師匠としての優しさも見せており、紫亜が消滅した後はそのまま普通の猫となって余生を過ごす事すら考えていた。また、当初は紫亜以外には猫として振舞っていたが、紫亜が自分の正体を明かしてからはいつの間にか湖太郎と美紗の前では普通に言葉を発している。紫亜が復活した後も今まで通り猫として彼女の傍に付き添い、最後まで本来の人型の姿を見せる事はなかった。
御手洗 大（みたらい ひろし）
声 - くまいもとこ
湖太郎のクラスメイト。御手洗家の御曹司。私立校に通っていたが、全国模試で天に勝てない悔しさから天・湖太郎と同じクラスに転校してきた。天をライバル視しているが、相手にされていない。美紗に一目ぼれし、それ以来美紗を想っている。武道、茶道、陰陽道を究めている。そのため霊感が強いらしく、美紗を天使（比喩的な意味合いとも解釈できるが、アニメ版では夢の所為で一時は本気で美紗を天使と信じていた）と呼び、（アニメ版では早紗ですら気付けなかった）紫亜を物の怪(＝悪魔)だと即座に見破った。彼女をそのまま呼んで敵視していたが、アニメ終盤ではある程度の理解を示すようになる。
通称「ダイちゃん」。この名前(御手洗と大)のために綾小路天から「ウンコ」呼ばわりされることもある。
アニメ版では「ウンコ」呼ばわりはされず、天からの呼び名は普通に「御手洗」となっていた（ただし、一度だけ天から「トイレ男」と言われている）。
御手洗 薫 （みたらい かおる）
声 - 野川さくら
大の妹。一途な性格で、天に惚れている。当初は大の苦悩の元である天を目の仇にしていたが、その天に一目惚れしてからは逆に天にちょっかいを出そうとする大を力づくで阻止するようになった。一度だけ、天と仲良くなっている紫亜への嫉妬心をニャーに利用され、彼の想像を超える悪魔になったことがある。また、アニメ版ではなかったが美紗の事は兄を誑かす「魔性の女」として敵視している。薙刀使いで、地面を割るほどの破壊力を持つ。
頭にメジャー状の髪飾りをつけている。忍びの配下を従えている。
早紗（さしゃ）
声 - 岡村明美
美紗の姉で免許のある正式な天使。通称（自称）「さっちゅん」。美紗は「お姉ちゃん」ではなく、彼女を「さっちゅん」と呼ぶ。小太郎の事件で塞ぎこんでいた美紗を、なかば強引に社会復帰させた。その後は美紗の天使昇格試験をサポートするため下界に降臨。湖太郎を「試験の邪魔になる」と言って排除しようとするも、物語終盤では美紗の事について湖太郎に助言を送る。天界でも一目置かれており、誰も逆らえないという。一人前の天使である為、天使が見える人間にも触れる事が出来ない。
天界の「人間と天使は関わり合いを持つものではない」という常識を強く持っており、美紗と小太郎の一件でその常識がより強化され、美紗が湖太郎（小太郎）に執着する事や、天使が見える人間を快く思っていない。その為、湖太郎に厳しい態度を取り、「人間と天使は一緒にいるものじゃない」「人間と天使は関わり合いを持つと、お互いに不幸になる」と度々言い切っており、本作のテーマを代弁する存在である。
本作は主人公の湖太郎視点で描かれている物語である為、当初は早紗が悪者のように描かれており、単行本のあらすじでも「招かれざる相手」などと表現されている。
アニメ版では美紗の様子を見に来たり、美紗の天使試験の試験官を務めるために降臨した（天使は依怙贔屓や不正が出来ないので身内でも試験官を務められると、早紗自身が語っている）。湖太郎に天使である自分の姿が見えたり、美紗が紫亜と同居している事などの予期せぬ事態には「（下界は）ストレンジワールドだわ」と大騒ぎし、湖太郎に「よく驚く人」と言われた。「誰かが困っているビーム」を受信し、ついつい人助けをしてしまう（本人曰く「根っからの天使」）。また、ニャーとは犬猿の仲となり、顔を合わせる度に喧嘩している。最終回では美紗の天使試験合格の為に紫亜復活の阻止に動くが、最終的に美紗の「悪魔は幸せにしてはいけないのか」という問いに心を動かされ、後に美紗を再び湖太郎の元へ遣わした。
てるてる坊主風の髪飾りをつけている。
湖太郎の父
声 - 檜山修之
子想いではあるが、仕事で家を空けていることが多い。また妻が事故で他界しているため、湖太郎はほぼ一人暮らし状態。
曽祖父の家では、亡き妻の実家にあたるため何かと気を使う模様。
紫乃（しの）
声 - 川田妙子
湖太郎の母方の従妹。母親は他界しており、父親は病気で入院しているため湖太郎の家で面倒を見ることに。
悪魔の血が流れているため霊感があり、悪魔に近づくと頭痛がするため紫亜を避けている（原作のみ）。悪魔の血を引いている為、原作のみ一人前の天使である早紗が見えている描写がある。
語尾に「〜ぅ」をつけるという、独特な口調でしゃべる。
原作では、引っ込み思案ではにかみ屋な性格。アニメ版では、かなりやんちゃな性格に変更されているが口調は原作準拠。
太郎（たろう）
原作にのみ登場する人物。湖太郎の母方の曽祖父で、小太郎の父親。志摩(昔の紫亜)と仲良くなるも生き別れになり、茜という許嫁がいたが、学校も辞めて、志摩と駆け落ち同然の田舎暮らしをして、小太郎と志乃という二人の子をもうけた。
原作開始時点では老齢ながら存命で、毎年りんごを大量に送っていたが、原作終盤で他界。最期まで紫亜を待ち続けていたが、再会は叶わなかった。
紫乃から見ても曽祖父であるが「おじいちゃん」と呼ばれている。
アニメ版には登場しないが、第二話で湖太郎が「田舎のじいちゃんから箱一杯のりんごが届いてさ」と言うシーンがある。
小太郎（こたろう）
原作にのみ登場する人物。樋口湖太郎の前世にして大伯父。幽霊が見えるためにその存在を語ったり、他人に迫る「死」が見えたため出兵する若者の死を予言したりしたために、不吉な存在として迫害され、村八分に遭っていた。そのような身体である自分を呪っていたが、天使・美紗の姿を見る事ができるのもその力のためであり、唯一の救いだった。
しかし美紗が天界に帰ることになり、後を追おうとして湖に入水して自殺。それが原因で、美紗は黒い服を着せられ、人間に触れられるほど低級な存在になってしまった。
志乃（しの）
原作にのみ登場する人物。小太郎の妹で、湖太郎の母方の祖母。故人。
湖太郎の母・叔母、紫乃の母の3人姉妹をもうけた。
一ノ瀬 葵
小説版2巻のみの人物で、大の幼馴染。大より一つ年上で、中学一年生。大からは「あおちゃん」と呼ばれている。
両親の離婚により、父親とニューヨークへ行くことになった。

香澄
小説版2巻のみの人物で、悪魔であり、「フィアー（英語で『恐怖』という意味）」のフェレット（正体はお目付け役の悪魔）を連れている。悪魔らしく残忍な性格で、いつも人を小ばかにしたような口調で話す。葵に目を付け、彼女を魔界に連れて行こうと企んでいる。紫亜より階級は上で、彼女とは不仲。
その他
声：長谷部浩一、秋元千賀子、小菅真美、早水リサ、時田光、城雅子、志村知幸、富坂晶、川田紳司、織田圭祐、保村真、四反田マイケル、徳永愛、塚田正昭、巻島直樹、石井康嗣、松山鷹志、山田義晴、奥真紀子、千葉一伸、能登麻美子、今井麻美

## 書誌情報
コミックスは日本だけでなく米国・イギリス・ドイツ・フランス・韓国・香港・台湾・タイでも刊行されている。

### 単行本
- コゲどんぼ 『ぴたテン』 メディアワークス〈電撃コミックス〉、全8巻
  1. 2000年4月初版発行、ISBN 4-8402-1528-6
  2. 2000年10月初版発行、ISBN 4-8402-1692-4
  3. 2001年4月初版発行、ISBN 4-8402-2202-9
  4. 2001年10月初版発行、ISBN 4-8402-1984-2
  5. 2002年4月初版発行、ISBN 4-8402-2110-3
  6. 2002年10月初版発行、ISBN 4-8402-2222-3
  7. 2003年4月初版発行、ISBN 4-8402-2367-X
  8. 2003年9月初版発行、ISBN 4-8402-2480-3

### 小説
- コゲどんぼ（原作） / 落合ゆかり（著） 『ぴたテン』 メディアワークス〈電撃G's文庫〉、全3巻
  1. 『ちょっと昔の過ごし方』2002年4月初版発行、ISBN 4-8402-2082-4
  2. 『大切な人の守り方』2002年8月初版発行、ISBN 4-8402-2184-7
  3. 『さよならの伝え方』2003年2月初版発行、ISBN 4-8402-2202-9

### アンソロジー
- 『ぴたテン 公式コミックファンブック』 メディアワークス〈電撃コミックス〉、全3巻
  1. 2002年3月初版発行、ISBN 4-8402-2089-1
  2. 2002年6月初版発行、ISBN 4-8402-2133-2
  3. 2002年9月初版発行、ISBN 4-8402-2209-6

### ムック
- 『ぴたテン ポストカード画集』2002年3月初版発行、ISBN 4-8402-2081-6
- 『ぴたテンの楽しみ方 その1』2002年8月初版発行、ISBN 4-8402-1968-0
- 『ぴたテンの楽しみ方 その2』2002年12月初版発行、ISBN 4-8402-2244-4
- 『コゲどんぼ画集 ぴたテン』2004年1月初版発行、ISBN 4-8402-2542-7

## アニメ
2002年4月7日から9月29日、テレビ大阪製作・テレビ東京系6局で放送（関西の独立U局3局、そのほか系列外7局でも主に深夜に遅れネットで放送）、後にAT-Xでも放送された。全26話。
日本国外では、香港で「天使・愛・美紗」（ただし、DVDは単行本と同じ「迷糊天使」）のタイトルで放送された他、ブラジルなど中南米でもCSのアニメ専門チャンネルで放送されたが、英語圏では今のところ放送・DVD発売ともされていない。
また、小学館の幼稚園でも女児向けキャラクターとして連載された。

### スタッフ
- 原作 - コゲどんぼ
- 監督 - 川瀬敏文、佐藤雄三
- シリーズ構成 - 面出明美、小林靖子
- キャラクターデザイン - 坂井久太
- 美術監督 - 西山礼児
- 色彩設定 - 児玉尚子
- 撮影監督 - 松田成志
- 編集 - 瀬山武司
- 音楽 - 七瀬光
- 音響監督 - たなかかずや
- アニメーションプロデューサー - 白井勝也
- プロデューサー - 金岡英司、渡辺和哉、横沢隆、里見哲朗、森本浩二
- アニメーション制作 - マッドハウス
- アニメーション制作協力 - スタジオマトリックス
- 製作 - テレビ大阪、読売広告社、ぴた組

### 主題歌
オープニングテーマ「Wake Up Angel ～ねがいましては∞（無限）なり～」
作詞・作曲 - UCO、吉見 / 編曲 - Funta、深澤秀行 / 歌 - Funta
エンディングテーマ「ちいさなまほう」
作詞 - 谷口正明 / 作曲・編曲 - 七瀬光 / 歌 - 沢城みゆき

### 各話リスト
| 話数 | サブタイトル                 | 脚本                      | 絵コンテ            | 演出            | 作画監督                     | 放送日        |
| ---- | ---------------------------- | ------------------------- | ------------------- | --------------- | ---------------------------- | ------------- |
| 1    | 天使とのつきあい方           | 面出明美                  | 佐藤雄三            | 佐藤雄三        | 中原清隆                     | 2002年 4月7日 |
| 2    | おいしいアップルパイの作り方 | 面出明美                  | 川瀬敏文            | 奥村吉昭        | 権允姫                       | 4月14日       |
| 3    | きもだめしの楽しみ方         | 面出明美                  | 佐藤雄三            | 山田雄三        | 南伸一郎                     | 4月21日       |
| 4    | 楽しい温泉の入り方           | 小林靖子                  | 中村賢太郎          | 磨積良亜澄      | 野口和夫                     | 4月28日       |
| 5    | アルバイトの探し方           | ふでやすかずゆき          | 駒井一也            | 駒井一也        | 赤尾良太郎 南伸一郎          | 5月5日        |
| 6    | 新しいともだちの迎え方       | ときたひろこ              | 木村隆一            | 木村隆一        | 中原清隆                     | 5月12日       |
| 7    | いたずらの仕方               | 江夏由結                  | 中野新道            | 松園公          | 相坂直紀                     | 5月19日       |
| 8    | ライバルとの戦い方           | 杉原研二                  | 蔭山康生            | 富沢信雄        | 馬場健                       | 5月26日       |
| 9    | 天使の見つけ方               | ときたひろこ              | ひいろゆきな        | 山田雄三        | 金相燁                       | 6月2日        |
| 10   | 上手な仲直りの仕方           | 江夏由結                  | 佐藤真二            | 佐藤真二        | 安田好孝                     | 6月9日        |
| 11   | 素敵なダンスの誘い方         | ふでやすかずゆき          | 空廻稔 ひいろゆきな | 溝渕康人        | 森下真澄 中原清隆 赤尾良太郎 | 6月16日       |
| 12   | ガラクタの集め方             | 小林靖子                  | 新留俊哉            | 高橋丈夫 宍戸淳 | 李時旼 広田知子              | 6月23日       |
| 13   | お城の歩き方                 | ときたひろこ              | 木村隆一            | 木村隆一        | 南伸一郎                     | 6月30日       |
| 14   | しあわせの感じ方             | ときたひろこ              | 平田豊              | 大西景介        | 桜井木ノ実                   | 7月7日        |
| 15   | 遊園地のあそび方             | 江夏由結                  | 増田敏彦            | 古谷渓一郎      | 宮本佐和子                   | 7月14日       |
| 16   | 下界の歩き方                 | ときたひろこ              | 青山浩行            | 古谷渓一郎      | 馬場健                       | 7月21日       |
| 17   | 休日の楽しみ方               | 江夏由結                  | 新留俊哉            | 岡崎幸男        | 玉井公子                     | 7月28日       |
| 18   | バカンスのすごし方           | ふでやすかずゆき          | 佐藤雄三            | 磨積良亜澄      | 坂井久太                     | 8月4日        |
| 19   | 見習い天使のがんばり方       | 小林靖子                  | 青山浩行            | 古谷渓一郎      | 馬場健                       | 8月11日       |
| 20   | なくしたものの見つけ方       | 杉原研二                  | プリンちゃん        | 桝井剛          | 金相燁                       | 8月18日       |
| 21   | 女の子のがんばり方           | ときたひろこ              | 田中敦子            | 古谷渓一郎      | 宮本佐和子                   | 8月25日       |
| 22   | 運動会の燃え方               | ふでやすかずゆき 小林靖子 | 佐藤真二            | 太田雅彦        | 中原清隆 森下真澄            | 9月1日        |
| 23   | ハイキングの楽しみ方         | 杉原研二 小林靖子         | 松尾衡              | 松尾衡          | 阿部純子 北野幸広            | 9月8日        |
| 24   | お見舞いの行き方             | 江夏由結                  | 新留俊哉            | 岡崎幸男        | 玉井公子                     | 9月15日       |
| 25   | お別れの仕方                 | ときたひろこ              | ひいろゆきな        | 関田修          | 岩井優器 飯飼一幸 斎藤和也   | 9月22日       |
| 26   | 想いのつなぎ方               | 小林靖子                  | 佐藤雄三            | 佐藤雄三        | 坂井久太                     | 9月29日       |

### 放送局
| 放送対象地域   | 放送局           | 放送期間                 | 放送日時                     | 放送区分       |
| -------------- | ---------------- | ------------------------ | ---------------------------- | -------------- |
| 大阪府         | テレビ大阪       | 2002年4月7日 - 9月29日   | 日曜 9:30 - 10:00            | テレビ東京系   |
| 関東広域圏     | テレビ東京       | 2002年4月7日 - 9月29日   | 日曜 9:30 - 10:00            | テレビ東京系   |
| 北海道         | テレビ北海道     | 2002年4月7日 - 9月29日   | 日曜 9:30 - 10:00            | テレビ東京系   |
| 愛知県         | テレビ愛知       | 2002年4月7日 - 9月29日   | 日曜 9:30 - 10:00            | テレビ東京系   |
| 岡山県・香川県 | テレビせとうち   | 2002年4月7日 - 9月29日   | 日曜 9:30 - 10:00            | テレビ東京系   |
| 福岡県         | TVQ九州放送      | 2002年4月7日 - 9月29日   | 日曜 9:30 - 10:00            | テレビ東京系   |
| 和歌山県       | テレビ和歌山     | 2002年4月13日 - 10月5日  | 土曜 9:30 - 10:00            | 独立局         |
| 熊本県         | 熊本朝日放送     | 2002年4月13日 - 10月5日  | 日曜 1:00 - 1:30（土曜深夜） | テレビ朝日系列 |
| 石川県         | 石川テレビ       | 2002年4月13日 - 10月5日  | 日曜 2:15 - 2:45（土曜深夜） | フジテレビ系列 |
| 奈良県         | 奈良テレビ       | 2002年4月15日 - 10月7日  | 月曜 17:30 - 18:00           | 独立局         |
| 愛媛県         | 南海放送         | 2002年4月15日 - 10月7日  | 火曜 1:55 - 2:25（月曜深夜） | 日本テレビ系列 |
| 長野県         | 長野放送         | 2002年4月16日 - 10月8日  | 水曜 1:10 - 1:40（火曜深夜） | フジテレビ系列 |
| 新潟県         | 新潟テレビ21     | 2002年4月16日 - 10月8日  | 水曜 1:41 - 2:11（火曜深夜） | テレビ朝日系列 |
| 広島県         | 広島ホームテレビ | 2002年4月17日 - 10月9日  | 木曜 1:46 - 2:16（水曜深夜） | テレビ朝日系列 |
| 滋賀県         | びわ湖放送       | 2002年4月19日 - 10月11日 | 金曜 7:30 - 8:00             | 独立局         |
| 宮城県         | 東日本放送       | 2002年4月20日 - 10月12日 | 日曜 2:45 - 3:15（土曜深夜） | テレビ朝日系列 |

## ラジオ
ぴたぴたエンジェル♪
- 放送局：ラジオ大阪、文化放送他
- 放送期間：2002年4月 - 2002年10月
- パーソナリティ：田村ゆかり、新谷良子

ぴたぴたエンジェル♪A
- 放送局：ラジオ大阪、文化放送他
- 放送期間：2002年10月 - 2003年3月
- パーソナリティ：田村ゆかり、新谷良子

## 関連商品

### CD
全てランティスより発売。

### シングル
- ちいさなまほう（2002年5月22日、LACM-4054）
歌：湖太郎（沢城みゆき）
  1. ちいさなまほう
  2. TROUBLE ANGEL
  3. ちいさなまほう(off vocal)
  4. TROUBLE ANGEL(off vocal)
- 幸せになるといいな！（2002年5月22日、LACM-4059）
歌：美紗（田村ゆかり）
  1. 幸せになるといいな
  2. うれしい空の飛び方
  3. 「おはようっス 美紗っス」
  4. 幸せになるといいな(off vocal)
  5. うれしい空の飛び方(off vocal)
- 予感（2002年6月26日、LACM-4063）
歌：紫亜（ゆかな）&ニャー（冬馬由美）
  1. 予感
  2. なつかしい宝物
  3. 「紫亜です。趣味は……趣味は-」
  4. 予感(off vocal)
  5. なつかしい宝物(off vocal)
- Sigh,Sigh.（2002年6月26日、LACM-4062）
歌：小星（釘宮理恵）
  1. Sigh,Sigh.
  2. 小さな願い
  3. 「マイネーム イズ 小星・植松！」
  4. Sigh,Sigh.(off vocal)
  5. 小さな願い(off Vocal)

### サウンドトラック
1. TVアニメーション「ぴたテン」サウンドトラック 幸せ音楽会 Vol.1（2002年7月24日、LACA-5114）
劇伴の作曲・編曲：七瀬光
  1. 天使の朝
  2. 湖太郎、いつもの毎日
  3. 天使の飛翔
  4. わいわいで行こう
  5. 湖太郎と美紗
  6. 天使のラグタイム
  7. 回想
  8. いつも大あわて
  9. どっきりな事
  10. ちぐはぐな関係
  11. 大ちゃん登場
  12. ちいさなドキドキ
  13. うれしい思いやり
  14. 薫がゆく！
  15. 天使のスキップ
  16. 楽しくて毎日
  17. めでたし
  18. 次回は...
  19. Wake Up Angel〜ねがいましては∞(無限)なり〜(TV Ver.)
歌：Funta
  20. ちいさなまほう(TV Ver.)
歌：湖太郎（沢城みゆき）
2. TVアニメーション「ぴたテン」サウンドトラック 幸せ音楽会 Vol.2（2002年10月23日、LACA-5129）
全作曲・編曲：七瀬光
  1. 天使の奮闘
  2. 走る走る
  3. 夢の世界
  4. 穏やかな関係
  5. 紫亜がほんのり
  6. 紫亜的めでたし
  7. 紫亜のお手伝い
  8. みんな元気
  9. がんばる女の子
  10. 幼い思い出
  11. 不安と思案
  12. 小星の妄想
  13. 逃げるぞぉ...
  14. 心で思っていること
  15. きもだめし
  16. なかよし
  17. 妄想へと...
  18. 静かな思いやり
  19. リゾートだ
  20. 小さな夢
  21. 日本の夏
  22. 静的描写
  23. 想いがはやる
  24. 熱い特訓
  25. 元気な朝
  26. 気まずい空気
  27. さらに深刻に...
  28. 紫亜、美紗別れの予感
  29. 紫亜との別れ
  30. 消えるということ...
  31. 天使のハッピーエンド
  32. 今日のお話は...
  33. アイキャッチ-1
  34. アイキャッチ-2

### アルバム
- TVアニメーション「ぴたテン」イメージアルバム わいわいで行こう（2002年10月2日、LACA-5120）
  1. ドラマ「がんばった人へのがんばり方」
  2. うきうき☆タラッタ
歌：美紗（田村ゆかり）
  3. ドラマ「教育指導の仕方」
  4. 予感（ショートサイズver.）
歌：紫亜（ゆかな）&ニャー（冬馬由美）
  5. ドラマ「おとなり天使の探り方」
  6. Sigh,Sigh.（ショートサイズver.）
歌：小星（釘宮理恵）
  7. ドラマ「兄妹対決の仕方」
  8. 薫のミラクル・スパイラル・ラブ！
歌：薫（野川さくら）
  9. ドラマ「おなじところの見つけ方」
  10. TROUBLE ANGEL（ショートサイズver.）
歌：湖太郎（沢城みゆき）
- TVアニメーション「ぴたテン」ヴォーカルアルバム 天使たちの合唱会（2003年1月22日、LACA-5134）
  1. Wake up Angel〜ねがいましては∞(無限)なり〜
歌：Funta
  2. うきうき☆タラッタ
歌：美紗（田村ゆかり）
  3. Sigh,Sigh.
歌：小星（釘宮理恵）
  4. TROUBLE ANGEL
歌：湖太郎（沢城みゆき）
  5. 幸せになるといいな！
歌：美紗（田村ゆかり）
  6. 予感
歌：紫亜（ゆかな）&ニャー（冬馬由美）
  7. コズミック・ダイビング
歌：美紗（田村ゆかり）&湖太郎（沢城みゆき）
  8. 薫のミラクル・スパイラル・ラブ！
歌：薫（野川さくら）
  9. なつかしい宝物
歌：紫亜（ゆかな）
  10. うれしい空の飛び方
歌：美紗（田村ゆかり）
  11. 小さな願い
歌：小星（釘宮理恵）
  12. ちいさなまほう
歌：湖太郎（沢城みゆき）

### DVD
バンダイビジュアルより発売。全巻とも通常版の他に限定版「フィギュアスペシャル」が有る。
※以下の商品番号は通常版。
- ぴたテン 1 （BCBA-1156）
- ぴたテン 2 （BCBA-1167）
- ぴたテン 3 （BCBA-1158）
- ぴたテン 4 （BCBA-1159）
- ぴたテン 5 （BCBA-1160）
- ぴたテン 6 （BCBA-1161）
- ぴたテン 7 （BCBA-1162）
- ぴたテン 8 （BCBA-1163）
- ぴたテン 9 （BCBA-1164）